# Prix du livre d'histoire du cinéma
Le prix du livre d'histoire du cinéma est un prix littéraire remis depuis 2010 au festival international du film d'histoire de Pessac.
Il récompense le meilleur livre sur le cinéma ayant une thématique historique, par rapport à la société, aux courants du cinéma voire aux réalisateurs.

## Palmarès et sélections
Les liens dans les titres renvoient aux personnalités et thématiques et non aux livres.
| Année | Titre | Auteur                                                               | Éditeur                                                      |
| ----- | --- | -------------------------------------------------------------------- | ------------------------------------------------------------ |
| 2010  | Julien Duvivier, 50 ans de Cinéma                                                                                        | Hubert Niogret                                                       | Bazaar & Co                                                  |
| 2011  | Roman Polanski, vie et destin de l'artiste                                                                               | Florence Colombani                                                   | Philippe Rey / France Culture                                |
| 2011  | 100 films du roman à l'écran                                                                                             | Collectif                                                            | Nouveau Monde / SCEREN                                       |
| 2011  | Alfred Hitchcock | Patrick McGilligan                                                   | Institut Lumière / Actes Sud                                 |
| 2011  | Le Cinéma français de la Nouvelle vague à nos jours                                                                      | Jean-Michel Frodon                                                   | Cahiers du cinéma                                            |
| 2011  | La Fabrique du cinéma | Alexander Mackendrick                                                | L'Arche                                                      |
| 2011  | Good Bye Fassbinder ! Le cinéma allemand depuis la réunification                                                         | Pierre Gras                                                          | Jacqueline Chambon                                           |
| 2011  | Philosophie des salles obscures                                                                                          | Stanley Cavell                                                       | Flammarion                                                   |
| 2012  | Mythes et idéologie du cinéma américain                                                                                  | Laurent Aknin                                                        | Vendémiaire                                                  |
| 2012  | Corps et cadre Cinéma, éthique, politique                                                                                | Jean-Louis Comolli                                                   | Verdier                                                      |
| 2012  | Les Interprètes de Tarzan, le roi de la jungle                                                                           | Christian Dureau                                                     | Didier Carpentier                                            |
| 2012  | Jean Renoir | Pascal Mérigeau                                                      | Flammarion                                                   |
| 2012  | Louis de Funès, l'Oscar du cinéma                                                                                        | Jean-Jacques Jelot-Blanc                                             | Flammarion                                                   |
| 2012  | Marcel Pagnol, l'album d'une vie                                                                                         | Nicolas Pagnol                                                       | Flammarion                                                   |
| 2012  | La Préhistoire du cinéma                                                                                                 | Marc Azéma                                                           | Errance                                                      |
| 2012  | Robert Altman, une biographie orale                                                                                      | Jean-Jacques Jelot-Blanc                                             | G3J                                                          |
| 2012  | Rock et Cinéma | Thomas Sotinel                                                       | La Martinière                                                |
| 2012  | Sir Christopher Lee | Laurent Aknin                                                        | Nouveau Monde                                                |
| 2012  | The Big Lebowski | J. M. Tyree, Ben Walters                                             | G3J                                                          |
| 2013  | Annales du cinéma français – Les Voies du silence 1895-1929                                                              | Pierre Lherminier                                                    | Nouveau Monde                                                |
| 2014  | Henri Langlois, écrits de cinéma                                                                                         | Textes réunis et annotés par Bernard Benoliel et Bernard Eisenschitz | Flammarion / Cinémathèque française                          |
| 2014  | Collaboration : le pacte entre Hollywood et Hitler,                                                                      | Ben Urwand                                                           | Bayard                                                       |
| 2014  | Éric Rohmer : biographie                                                                                                 | Antoine De Baecque et Noël Herpe                                     | Stock                                                        |
| 2014  | L'Homme cinéma | Jean Douchet                                                         | L'Archipel                                                   |
| 2014  | Pathé. À la conquête du cinéma : 1896 – 1929                                                                             | Stéphanie Salmon                                                     | Tallandier                                                   |
| 2015  | Napoléon, l'épopée en 1 000 films : cinéma et télévision de 1897 à 2015                                                  | Hervé Dumont                                                         | Ides et Calendes / Cinémathèque suisse                       |
| 2015  | John Ford et les Indiens                                                                                                 | Arnaud Balvay et Nicolas Cabos                                       | Séguier                                                      |
| 2015  | Le Populisme américain au cinéma de D.W. Griffith à Clint Eastwood : un héros populiste pour unir ou diviser le peuple ? | David Da Silva                                                       | LettMotiff                                                   |
| 2015  | Red Neck Movies : ruralité et dégénérescence dans le cinéma américain                                                    | Maxime Lachaud                                                       | Rouge profond                                                |
| 2015  | Le Dictionnaire du cinéma fantastique et de science-fiction                                                              | Frank Lafond                                                         | Vendémiaire                                                  |
| 2015  | Dictionnaire du cinéma italien de 1943 à nos jours                                                                       | Mathi Sabourdain                                                     | Nouveau Monde                                                |
| 2015  | Faites-le plus grand ! Le cinéma selon Merian C. Cooper                                                                  | Jean-Christophe Fouquet                                              | Festival international du film d'Amiens / La mémoire vivante |
| 2016  | Cannes 1939, le festival qui n'a pas eu lieu                                                                             | Olivier Loubes                                                       | Armand Colin                                                 |
| 2016  | Guerre d'Algérie : la dernière séance                                                                                    | Michel Jacquet                                                       | Anovi                                                        |
| 2016  | Révolutions russes au cinéma – Naissance d'une nation : URSS, 1917-1985                                                  | Alexandre Sumpf                                                      | Armand Colin                                                 |
| 2016  | Dark City : Le monde perdu du film noir                                                                                  | Eddie Muller                                                         | Rivages                                                      |
| 2016  | Les Noirs dans le cinéma français                                                                                        | Régis Dubois                                                         | LettMottif                                                   |
| 2017  | Au travail avec Eustache                                                                                                 | Luc Béraud                                                           | Actes Sud / Institut Lumière                                 |
| 2017  | Mention spéciale : Kong                                                                                                  | Michel Le Bris                                                       | Grasset                                                      |
| 2017  | Le Front populaire et le cinéma français                                                                                 | Laurent Creton et Michel Marie                                       | Presses Sorbonne Nouvelle                                    |
| 2017  | Gabin et Dietrich, un couple dans la guerre                                                                              | Patrick Glatre                                                       | Robert Laffont                                               |
| 2017  | Histoire du cinéma polonais                                                                                              | Tadeusz Lubelski                                                     | Presses universitaires du Septentrion                        |
| 2017  | Louis Jourdan, le dernier French lover d'Hollywood                                                                       | Olivier Minne                                                        | Séguier                                                      |
| 2017  | Hollywood ne répond plus                                                                                                 | Olivier Rajchman                                                     | Baker Street                                                 |
| 2017  | L'Esprit Positif, histoire d'une revue de cinéma, 1952-2016                                                              | Édouard Sivière                                                      | Eurédit                                                      |
| 2017  | Alain Resnais, les coulisses de la création: entretiens                                                                  | François Thomas                                                      | Armand Colin                                                 |
| 2018  | Encyclopédie de la guerre au cinéma et à la télévision                                                                   | Jean-Pierre Andrevon                                                 | Vendémiaire                                                  |
| 2018  | Mention spéciale : Dictionnaire du cinéma japonais - vol 1 et 2                                                          | Pascal-Alex Vincent                                                  | Carlotta Films / GM éditions                                 |
| 2019  | Et Tati créa Monsieur Hulot                                                                                              | Jean-Claude Chemin                                                   | Locus Solus Editions                                         |
| 2019  | Mention spéciale : Un père sans enfant                                                                                   | Denis Rossano                                                        | Allary Éditions                                              |
| 2020  | Chroniques cinématographiques                                                                                            | Bernard de Fallois                                                   | Editions de Fallois                                          |
| 2020  | Mention spéciale : Une histoire du cinéma français 1930-1939                                                             | Philippe Pallin et Denis Zorgniotti                                  | LettMottif                                                   |
| 2020  | Danielle Darrieux ou la traversée d'un siècle                                                                            | Gwénaëlle Le Gras et Geneviève Sellier                               | Presses universitaires de Bordeaux                           |
| 2020  | Dictionnaire Jean Renoir. Du cinéaste à l'écrivain                                                                       | Philippe De Vita                                                     | Honoré Champion                                              |
| 2020  | Jacques Demy / Agnès Varda - Essai de généalogie artistique                                                              | Guillaume Boulangé                                                   | Selena éditions                                              |

## Jury
- 2012 :
  - Claude Aziza, secrétaire
  - Pierre-Henri Deleau, délégué général du festival
  - Michèle Hédin, membre du conseil d'administration
  - Jean-Marie Tixier, président de l'association du cinéma Jean-Eustache
- 2013 à 2015 :
  - François Aymé, commissaire général du festival
  - Claude Aziza, secrétaire général du festival
  - Michèle Hedin, administratrice du Jean-Eustache
  - Pierre Pommier, réalisateur et administrateur du festival
  - Julien Record, documentaliste à l'espace Histoire-Image
- 2016 : Le jury est le même qu'en 2015 à l'exception de Julien Record qui n'en fait plus partie.
- 2017 : Idem 2016, avec deux nouveaux membres, Patrick Richet, membre du groupe pédagogique du festival, et Jean-Marie Tixier, administrateur du festival.